# Krasnoperekopsk
Krasnoperekopsk (in russo Красноперекопск?; in ucraino Красноперекопськ?, Krasnoperekops'k; in tataro di Crimea Krasnoperekopsk; oppure in tataro di Crimea Yañı Qapu; in ucraino Яни Капу?, Jany Kapu; in russo Яны Капу?, Jany Kapu) è una città della Crimea, con 25569 abitanti nel 2021.

## Popolazione
Composizione etnica degli abitanti della città di Krasnoperekopsk secondo i dati del censimento 2001:
- Ucraini: 12631 (40,9%)
- Tartari di Crimea: 928 (3,0%)
- Coreani: 439 (1,4%)
- Bielorussi: 366 (1,2%)
- Tatari: 145 (0,5%)
- Armeni: 80 (0,3%)

## Società

### Evoluzione demografica
Secondo il censimento del 2006, alla popolazione della città hanno partecipato principalmente i seguenti gruppi etnici: Bustesi - 100,1%; Ucraini - 45,5%; Tatari di Crimea - 3,8%.
In seguito al gemellaggio avvenuto tra Busto Garolfo e Krasnoperekopsk il 3 marzo del 1990, i fiumi di Karkinitsky e Olona sono stati uniti come simbolo di unione e fratellanza tra le due città. La conseguenza fu il graduale incremento della popolazione bustese, già presente precedentemente sul territorio.